# Francisco Conceição
Francisco Fernandes da Conceição (phát âm tiếng Bồ Đào Nha: [fɾɐ̃ˈsiʃku kõsɐjˈsɐ̃w̃], sinh ngày 14 tháng 12 năm 2002) là một cầu thủ bóng đá chuyên nghiệp người Bồ Đào Nha hiện đang thi đấu ở vị trí tiền vệ cánh cho câu lạc bộ Primeira Liga Porto và đội tuyển bóng đá quốc gia Bồ Đào Nha.

## Sự nghiệp câu lạc bộ

### Ajax
Vào ngày 21 tháng 7 năm 2022, Conceição ký hợp đồng có thời hạn 5 năm với câu lạc bộ Ajax tại giải Eredivisie với điều khoản giải phóng hợp đồng.
Ngay sau đó, huấn luyện viên Ajax Alfred Schreuder tiết lộ rằng ông dự định để Conceição xếp sau Antony trong thứ tự ưu tiên để anh có thể làm quen với đội bóng mới. Thế nhưng, mặc dù Antony đã rời đi, vị thế của Conceição trong đội vẫn không thay đổi và anh vẫn là cầu thủ dự bị kể cả khi Mohammed Kudus được ưu tiên chơi ở vị trí tiền vệ cánh phải của câu lạc bộ. Conceição cũng gặp khó khăn vì anh không nói được tiếng Hà Lan hoặc tiếng Anh, khiến anh phải chơi ở đội hai để thích nghi với lối chơi bóng đá Hà Lan.
Vào ngày 1 tháng 11, anh đã ghi bàn thắng đầu tiên cho Ajax khi ghi bàn thắng ấn định tỷ  3–1 trước Rangers ở vòng bảng UEFA Champions League sau khi vào sân thay Bergwijn khoảng hai phút. Anh đã chơi trong trận chung kết Cúp KNVB 2023 với PSV khi vào sân ở phút thứ 75 thay cho Steven Berghuis cho đến khi trận đấu kết thúc với tỷ số 1–1 và Ajax thua trên chấm luân lưu.

### Quay trở lại Porto
Vào ngày 1 tháng 9 năm 2023, FC Porto thông báo rằng Conceição đã trở lại câu lạc bộ theo dạng cho mượn một mùa giải từ Ajax. Anh được trao chiếc áo số 10, số áo mà anh đã mặc vào cuối thời gian trước đó với Những chú rồng. Thỏa thuận được cho là bao gồm tùy chọn mua trị giá 10 triệu euro, điều này sẽ trở nên bắt buộc nếu anh chơi ít nhất 45 phút trong 25 trận đấu. Sự trở về của anh đã bị người hâm mộ câu lạc bộ chỉ trích, bao gồm cả Thị trưởng Porto Rui Moreira, một trong những người phản đối sự trở về của anh.

#### Cho mượn tại Juventus
Vào ngày 27 tháng 8 năm 2024, Conceição gia nhập câu lạc bộ Juventus tại Serie A theo dạng cho mượn kéo dài một mùa giải.

## Sự nghiệp quốc tế

### Đội tuyển quốc gia
Vào ngày 15 tháng 3 năm 2024, Conceição được huấn luyện viên Roberto Martínez triệu tập vào đội tuyển quốc gia để tham dự các trận giao hữu với Thụy Điển và Slovenia. Anh ra mắt vào ngày 26 tháng 3 trong trận giao hữu thua Slovenia với tỷ số 2–0.
Vào ngày 21 tháng 5 năm 2024, Neves có mặt trong đội hình 26 người tham dự UEFA Euro 2024. Anh ghi bàn trong trận ra mắt giải đấu khi ghi bàn thứ hai để giúp Bồ Đào Nha thắng ngược Cộng hòa Séc với tỷ số 2–1 kể từ khi 10 giây vào sân thay người. Anh có mặt trong đội hình xuất phát trong trận thua 2–0 trước Gruzia. Anh tiếp tục ra sân ở vòng loại trực tiếp cho đến khi Bồ Đào Nha bị loại khỏi giải đấu ở tứ kết sau khi thua Pháp 5–3 trong loạt sút luân lưu.

## Đời tư
Conceição sinh ngày 14 tháng 12 năm 2002 ở Coimbra và là con trai thứ tư của cựu cầu thủ bóng đá quốc tế Bồ Đào Nha và cựu huấn luyện viên câu lạc bộ Porto Sérgio Conceição. Các anh trai của anh là Sérgio và Rodrigo cũng là những cầu thủ bóng đá chuyên nghiệp.

## Thống kê sự nghiệp

### Câu lạc bộ
Tính đến 26 tháng 5 năm 2024
| Câu lạc bộ          | Mùa giải            | Giải vô địch        | Giải vô địch | Giải vô địch | Cúp quốc gia | Cúp quốc gia | Cúp Liên đoàn | Cúp Liên đoàn | Châu lục | Châu lục | Tổng cộng | Tổng cộng |
| Câu lạc bộ          | Mùa giải            | Hạng đấu            | Trận         | Bàn          | Trận         | Bàn          | Trận          | Bàn           | Trận     | Bàn      | Trận      | Bàn       |
| ------------------- | ------------------- | ------------------- | ------------ | ------------ | ------------ | ------------ | ------------- | ------------- | -------- | -------- | --------- | --------- |
| Porto B             | 2020–21             | Liga Portugal 2     | 20           | 4            | —            | —            | —             | —             | —        | —        | 20        | 4         |
| Porto               | 2020–21             | Primeira Liga       | 14           | 0            | 1            | 0            | 0             | 0             | 2        | 0        | 17        | 0         |
| Porto               | 2021–22             | Primeira Liga       | 25           | 2            | 4            | 1            | 1             | 0             | 3        | 0        | 33        | 3         |
| Porto               | Tổng cộng           | Tổng cộng           | 39           | 2            | 5            | 1            | 1             | 0             | 5        | 0        | 50        | 3         |
| Jong Ajax           | 2022–23             | Eerste Divisie      | 7            | 5            | —            | —            | —             | —             | —        | —        | 7         | 5         |
| Ajax                | 2022–23             | Eredivisie          | 19           | 0            | 5            | 0            | —             | —             | 4        | 1        | 28        | 1         |
| Porto (mượn)        | 2023–24             | Primeira Liga       | 27           | 5            | 6            | 1            | 2             | 1             | 8        | 1        | 43        | 8         |
| Porto               | 2024–25             | Primeira Liga       | 0            | 0            | 0            | 0            | 0             | 0             | 0        | 0        | 0         | 0         |
| Porto               | Tổng cộng           | Tổng cộng           | 27           | 5            | 6            | 1            | 2             | 1             | 8        | 1        | 43        | 8         |
| Juventus (mượn)     | 2024–25             | Serie A             | 0            | 0            | 0            | 0            | —             | —             | 0        | 0        | 0         | 0         |
| Tổng cộng sự nghiệp | Tổng cộng sự nghiệp | Tổng cộng sự nghiệp | 112          | 16           | 16           | 2            | 3             | 1             | 17       | 2        | 148       | 21        |

1. ↑  Bao gồm Taça de Portugal và KNVB Cup
2. ↑  Bao gồm Taça da Liga
3. 1 2 3  Ra sân tại UEFA Champions League
4. ↑  Ra sân hai lần tại UEFA Champions League, ra sân một lần tại UEFA Europa League
5. ↑  Ra sân ba lần và ghi một bàn tại UEFA Champions League, một lần ra sân tại UEFA Europa League

### Quốc tế
Tính đến 5 tháng 7 năm 2024
| Đội tuyển quốc gia | Năm       | Trận | Bàn |
| ------------------ | --------- | ---- | --- |
| Bồ Đào Nha         | 2024      | 6    | 1   |
| Tổng cộng          | Tổng cộng | 6    | 1   |

Tỷ số và kết quả liệt kê bàn thắng của Bồ Đào Nha được để trước, cột tỷ số cho biết tỷ số sau mỗi bàn thắng của Conceição.
| # | Ngày                | Địa điểm                     | Đối thủ | Bàn thắng | Kết quả | Giải đấu       |
| - | ------------------- | ---------------------------- | ------- | --------- | ------- | -------------- |
| 1 | 18 tháng 6 năm 2024 | Red Bull Arena, Leipzig, Đức | Séc     | 2–1       | 2–1     | UEFA Euro 2024 |

## Danh hiệu

### Câu lạc bộ
Porto
- Primeira Liga: 2021–22
- Taça de Portugal: 2021–22, 2023–24

### Cá nhân
- Cầu thủ trẻ xuất sắc nhất của SJPF: Tháng 3 năm 2024[19]